# Begonia nevadensis
Espèce
Synonymes
- Begonia trapa var. pilosa L.B.Sm. & Wassh.[1]

Begonia nevadensis est une espèce de plantes de la famille des Begoniaceae.
L'espèce fait partie de la section Casparya.
Elle a été décrite en 1999 par Laurence Joseph Dorr (1953-).

## Répartition géographique
Cette espèce est originaire du pays suivant : Venezuela.